# فيليكس سالمون
فيليكس سالمون (بالإنجليزية: Felix Salmon)‏ هو صحفي أمريكي، ولد في 1972 في إنجلترا في المملكة المتحدة.